# Утва 251 БЦ-3
Утва 251 БЦ-3, или, популарно, Утва Тројка,  је школски авион, један међу првима пројектованим, развијеним и произведеним, после Другог светско рата. Поред основне намене за обуку пилота, има и намену туристичко-спортског авиона.

## Пројекат и развој
"Тројку“ су пројектовали Борис Цијан и Ђорђе Т. Петковић (»Брале«), а прототипски развој је реализован у Икарусу, под ознаком Икарус 251. Након успешног испитивања у лету, у Ваздухопловно опитном центру, серијска производња је реализована у Утви, под ознаком 251 Тројка. Укупно је произведено 80 авиона, овог типа, а с њима су били опремани ЈРВ и аеро-клубови ваздухопловног савеза Југославије, у временском периоду од 1948. до 1952. године.

## Технички опис
Утва БЦ-3 "Тројка" је нискокрилац са фиксним стајним органима, а намена јој је почетна обука пилота ЈРВ-а али и аеро-клубова. Серијском авиону, у односу на прототип, је подигнут кров кабине за дебљину седећег падобрана. 
Носећа конструкција летелице била је израђена од дрвета, попречни пресек трупа био је овалан. Облога трупа је била од импрегнираног платна. Унутар трупа била је пространа кабина у којој су инструктор и ученик-пилот седели један поред другог. Летелица је имала двоструку команду. Кабину је покривао кровни прозор од плексигласа који се отварао повлачењем уназад.
Летелица је била опремљена ваздухом хлађеним четвороцилиндричним мотором Валтер Микрон III или Валтер Минор 4-III. Мотор није заклawao поглед пилота или ученика. Издувна цев од мотора вођена је кроз хаубу до дна летелице, па бука издувних гасова није ометала посаду у кабини. Носач мотора био је био изведен као челична конструкција. Мотор и носач су били прекривени алуминијумским поклопцем. На вратилу мотора се налазила дрвена вучна двокрака елиса фиксног корака.
Крила су имала дрвену носећу конструкцију, облик је био самоносива конзола, геометрија трапезаста са благо заобљеним крајевима. Конструкција је била прекривена импрегнираним платном. Репне површине ваздухоплова такође су направљене од дрвета и прекривене импрегнираним платном. 
Стајни трап је изведен као крута челична конструкција од заварених танкозидих цеви, Точкови су били са ниско притисним гумама.

## Сачувани примерци
Један преживели примерак овог авиона са регистрацијом YU-CGT је у Техничком музеју у Загребу, где је изложен као музејски експонат. Неколико других се налазр у аероклубовима, било да су реконструисани или једноставно сачувани из сентименталних разлога.

## Корисници
- Југославија
  - војне пилотске школе (РВ и ПВО)
  - Пилотске школе Ваздухопловног савеза Југославије